# Ryżniak wyspowy
Ryżniak wyspowy (Oryzomys nelsoni) – gatunek ssaka z podrodziny bawełniaków (Sigmodontinae) w obrębie rodziny chomikowatych (Cricetidae).

## Zasięg występowania
Ryżniak wyspowy znany jest tylko z jednego okazu schwytanego w 1897 roku na wyspie María Madre u wybrzeży Nayarit w Meksyku.

## Taksonomia
Gatunek po raz pierwszy zgodnie z zasadami nazewnictwa binominalnego opisał w 1898 roku amerykański zoolog Clinton Hart Merriam nadając mu nazwę Oryzomys nelsoni. Holotyp pochodził z wyspy María Madre, w Nayarit, w Meksyku. 
Czasami uważany za podgatunek lub synonim O. palustris. Autorzy Illustrated Checklist of the Mammals of the World uznają ten takson za gatunek monotypowy.

### Etymologia
- Oryzomys: gr. ορυζα oruza „ryż”; μυς mus, μυος muos „mysz”[7].
- nelsoni: dr Edward William Nelson (1855–1934), amerykański zoolog, kolekcjoner ze Stanów Zjednoczonych i Meksyku, prezes AOU 1908 i dyrektor United States Biological Survey w latach 1916–1927[8].

## Ekologia
Zamieszkiwał wilgotne obszary w pobliżu źródeł, które posiadały bogatą roślinność.
Złapane okazy osiągały długość ciała 320-344 mm, ogona 185-191 mm. Futro było koloru ochrowego, ciemniejsze na grzbiecie i głowie. Długi ogon koloru ciemnego, na spodzie jaśniejszy. Głowa duża i masywna o dużych oczach i uszach. 
Żywił się nasionami, owocami, chwastami a czasem rybami i bezkręgowcami.

## Status populacji
Po wyczerpujących odłowach gatunek ten w 1899 roku uznawany był za rzadki. Poszukiwania przeprowadzone w 1991 r. i 2003 r. nie dały rezultatów, dlatego gryzoń ten został uznany w 2006 r. za wymarły. Prawdopodobną przyczyną wyginięcia mogła być konkurencja ze strony szczura śniadego.